# Syrie aux Jeux olympiques d'été de 2012
La Syrie participe aux Jeux olympiques de 2012 à Londres. Il s'agit de sa 12e participation à des Jeux olympiques d'été.

## Contexte
La question de la participation de la Syrie n'a pas été sans controverse, en raison de la répression de la révolte syrienne de 2011-2012. La Syrie ayant été autorisée à participer par les autorités britanniques et par le Comité international olympique, les médias en avril 2012 rapportent les paroles de l'ancien footballeur Abdelbasset Saroot, qui affirme : « Je sais personnellement que la majorité des athlètes [syriens] ne veulent pas participer [aux JO] et qu'ils le feront par peur pour leurs familles, par peur de représailles de la part du régime s'ils ne se soumettent pas ». Des opposants au régime syrien ne souhaitent pas que le pays puisse participer aux Jeux. Le premier ministre britannique David Cameron déclare en mars que les athlètes syriens seraient les bienvenus, mais que toute personne liée à « ce régime odieux » serait interdite d'entrée au Royaume-Uni. Cet interdit frappe notamment le directeur du Comité national olympique syrien, le général Mouaffak Djoumaa, qui se voit refuser un visa.
En mars 2012, le Comité international olympique annonce qu'il finance directement les athlètes qui s'entraînent pour les Jeux en Syrie, au lieu de financer leur entraînement via le Comité national olympique syrien.

## Athlétisme
L'athlète Majed Aldin Ghazal est qualifié pour le saut en hauteur.

## Cyclisme

### Cyclisme sur route
hommes
| Athlète      | Compétition            | Temps | Rang |
| ------------ | ---------------------- | ----- | ---- |
| Omar Hasanin | Course en ligne hommes | DNF   | -    |

## Équitation

### Saut d'obstacles
| Athlète            | Cheval    | Compétition | Qualification | Qualification | Qualification | Qualification | Qualification | Qualification | Qualification | Qualification | Finale    | Finale   | Finale    | Finale   | Finale   | Total     | Total |
| Athlète            | Cheval    | Compétition | 1er tour      | 1er tour      | 2e tour       | 2e tour       | 2e tour       | 3e tour       | 3e tour       | 3e tour       | Finale A  | Finale A | Finale B  | Finale B | Finale B | Total     | Total |
| Athlète            | Cheval    | Compétition | Pénalités     | Rang          | Pénalités     | Total         | Rang          | Pénalités     | Total         | Rang          | Pénalités | Rang     | Pénalités | Total    | Rang     | Pénalités | Rang  |
| ------------------ | --------- | ----------- | ------------- | ------------- | ------------- | ------------- | ------------- | ------------- | ------------- | ------------- | --------- | -------- | --------- | -------- | -------- | --------- | ----- |
| Ahmad Saber Hamcho | Wonderboy | Individuel  |               |               |               |               |               |               |               |               |           |          |           |          |          |           |       |

## Tir
| Athlète         | Compétition                         | Qualification | Qualification | Finale | Finale |
| Athlète         | Compétition                         | Points        | Rang          | Points | Rang   |
| --------------- | ----------------------------------- | ------------- | ------------- | ------ | ------ |
| Raya Zin Aldden | Pistolet à 10 m air comprimé femmes | 388           | 50e           | NC     | NC     |